# Пойнсет (окръг, Арканзас)
Окръг Пойнсет (на английски: Poinsett County) е окръг в щата Арканзас, Съединени американски щати. Площта му е 1976 km², а населението – 24 583 души (2010). Административен център е град Харисбърг.